# كريس بيرسون
كريس بيرسون (بالإنجليزية: Chris Pierson)‏ (1950 في كندا)؛ مصمم ألعاب وروائي أمريكي.